# Paek Nam Sun
Paek Nam Sun (kor. 백남순; ur. 13 marca 1929 w Kilju, zm. 2 stycznia 2007 w Pjongjangu) – północnokoreański polityk i dyplomata. W latach 1998–2007 minister spraw zagranicznych Koreańskiej Republiki Ludowo–Demokratycznej. W latach 1974–1979 ambasador KRLD w Polsce.

## Życiorys
Ukończył studia na Uniwersytecie im. Kim Ir Sena. W 1968 został zastępcą dyrektora Departamentu Spraw Międzynarodowych Partii Pracy Korei. W 1974 objął funkcję ambasadora KRLD w Polsce (był nim do 1979).
Od 1990 do śmierci był deputowanym do Najwyższego Zgromadzenia Ludowego KRLD. Od 1998 do 2007 pełnił funkcję ministra spraw zagranicznych KRLD. Jako szef północnokoreańskiego MSZ spotkał się ze swoim amerykańskim odpowiednikiem. Wedle informacji podawanych przez chińską agencję informacyjną Xinhua, cierpiał na chorobę nerek i to było przyczyną śmierci polityka.